# Česlav Genrichovič Sabinskij
Česlav Genrichovič Sabinskij (27 gennaio 1885 – Leningrado, 11 giugno 1941) è stato un regista cinematografico russo.

## Filmografia (parziale)

### Regista
- Saška-seminarist (1915)
- V bujnoj slepote strasej (1915)
- Čelovek-zver' (1917)
- V zolotoj kletke (1918)
- Starec Vasilij Grjaznov (1924)